# 吳遵路
吳遵路（？—1043年），字安道。宋潤州丹陽（今屬江蘇）人。
吳淑之子，幼聰敏，寡言笑，善筆札，大中祥符進士。明道二年（1033年）任宮廷藏書校理，因上書忤劉太后，被貶崇州（治今江蘇南通）。自奉甚儉，仁宗時，知常州，曾預市米吳中，儲米備荒，救活饑民無數。《捕蝗考》稱「吳遵路知蝗不食豆苗」。官至龍圖閣直學士。慶曆三年（1043年），卒於知永興軍任所，范仲淹寫祭文說吳“憂國憂民，早衰而死”。著有《丹陽吳氏宗支錄初次編訂敘》。

## 延伸阅读
[在维基数据编辑]
 《宋史·卷426》，出自脱脱《宋史》